# ديلاردز
ديلاردز (بالإنجليزية: Dillard's)‏ هي سلسلة محلات سوبرماركت يقع مقرها ليتل روك، أركانساس في الولايات المتحدة الأمريكية. والآن لديها نحو 330 متجر في 29 ولاية.

## وصلات خارجية
- موقع ديلاردز الرسمي